# U.S. Route 67
La U.S. Route 67 è un'importante autostrada nord-sud degli Stati Uniti d'America che si estende per 1 560 miglia (2 511 km) negli Stati Uniti d'America centrali. Il capolinea meridionale del percorso si trova al confine tra Stati Uniti e Messico a Presidio, Texas, dove prosegue verso sud come Mexican Federal Highway 16 attraversando il Rio Grande. Il capolinea settentrionale si trova sulla U.S. Route 52 a Sabula, Iowa.
La US 67 attraversa il fiume Mississippi due volte lungo il suo percorso. La prima traversata è a West Alton, Missouri, dove la US 67 usa il Clark Bridge per raggiungere Alton, Illinois. A circa 240 miglia (390 km) a nord, la US 67 attraversa nuovamente il fiume al Rock Island Centennial Bridge tra Rock Island, Illinois, e Davenport, Iowa. Inoltre, il percorso attraversa il fiume Missouri attraverso il Lewis Bridge a poche miglia a sud-ovest del Clark Bridge.